# Seznam místních názvů větrů
V různých místech světa se používají zvláštní názvy pro typické větry.

## Fén
Fén (též föhn) je vítr vanoucí z jihu přes Alpy. Na návětrné (jižní) straně pohoří stoupá a ochlazuje se a tím dojde k vypadávání srážek. Na severní straně klesá a adiabaticky se otepluje s rostoucím tlakem. Protože gradient ochlazovaní stoupajícího vlhkého vzduchu je nižší než gradient oteplování klesajícího suchého vzduchu, je teplota po překonání Alp výrazně vyšší než teplota ve stejné nadmořské výšce na jižní straně pohoří.

## Monzun
Pravidelný sezónní vítr přinášející v létě mohutné srážky především do oblasti jižní a jihovýchodní Asie a sněhové v zimě. Existuje tedy letní monzun a zimní monzun. 
Letní monzun spočívá v nerovnoměrném zahřívání pevniny a oceánu. V létě teplo z pevniny stoupá vzhůru, protože se pevnina zahřívá rychleji než oceán, vzniká tlaková níže. Vlhký vzduch z oceánu je následně přitahován, zaráží se o vysoká pohoří těchto oblastí a stoupá po nich vzhůru. V horách se ochlazuje a principiálně vznikají bouřlivé srážky nad těmito oblastmi (Čérápuňdží).
Zimní monzun je závislý na nerovnoměrném ochlazování, tedy suchý vzduch z pevniny je přitahován k oceánu, přičemž vzniká tlaková výše (nízký tlak se mění na vysoký). Z moří se nasává vlhkost a prouděním nakonec dochází ke sněhovým srážkám – nejvíce na japonských ostrovech (Hokkaidó).

## Tornádo
Velmi rychle stoupající větrný proud, vznikající při nerovnoměrném rozložení teploty a tlaku vzduchu při zemském povrchu. V Česku se v posledních letech tento jev vyskytuje poměrně častěji než v minulých desetiletí, ovšem mnohem častější je v Severní Americe nebo některých státech JV Asie. Rychlost tornáda může přesáhnout 200 km/h.

## Mistrál
Padavý studený vítr, který se vyskytuje v Jižní Francii, místní název pro bóru.

## Bríza
Jedná se o pobřežní vánek, který vane mezi mořem a pobřežím v létě jako důsledek nestejnoměrného zahřívání vody a souše, měnícími směr tlakového gradientu. Mořský vánek – odpoledne vane chladnější vzduch z moře na pevninu. Pevninský vánek – vane v noci z pevniny na moře. 

## Bóra
Bóra je studený, kontinentální vítr, který vzniká nad pevninou u moří, která jsou blízko pohoří, způsobuje prudký pokles teploty, vlnobití. Častý výskyt v těchto oblastech: pobřeží Jadranu, oblast Novorosijska, Nová Země, Bajkal, údolí Rhony – místní název mistrál.